# Црква Силаска Светог Духа на Апостоле у Ракови
Црква Силаска Светог Духа на Апостоле у Ракови, насељеном месту Града Чачка, припада Епархији жичкој Српске православне цркве. Храм је освештао Епископ жички Јустин 2019. године.
Храм подужне основе састоји се из велике олтарске апсиде, наоса надвишеног куполом и припрате засвођене полуобличастим сводом.
Црква није живописана.